# Angelo Caroli
Pour les articles homonymes, voir Caroli.
Angelo Caroli (né le 7 avril 1937 à L'Aquila dans les Abruzzes, et mort le 17 novembre 2020) est un joueur de football italien, qui jouait en tant qu'attaquant, avant d'ensuite devenir journaliste et écrivain.

## Biographie

### Carrière en club
Il commence sa carrière dans le club de sa ville natale, L'Aquila Calcio, jouant tout d'abord comme stoppeur avant de passer avant-centre, rôle qui le révèle aux yeux du grand public à l'âge de 17 ans. Remarqué par le joueur laziale Ermes Muccinelli, Caroli, après un essai passé à la Lazio, arrive finalement à la Juventus pour 4 millions de lires (étant d'abord inséré dans l'effectif des jeunes, la Primavera, entraînée par Sandro Puppo). Il arrive à Turin à l'été 1955, où il quitte alors son lycée classique "Cotugno" de l'Aquila pour étudier au D'Azeglio de Turin.
Il fait ses débuts professionnels lors de la saison 1955-56, jouant son premier match le 19 janvier 1956 lors d'un succès 1-0 à l'extérieur en Serie A, inscrivant l'unique but de la rencontre (le lendemain, il retourne en cours pour un contrôle de grec). Il termine la saison avec 6 matchs à son actif.
Au mois de novembre de la saison 1957-58, il tente une nouvelle aventure en Sicile en signant à Catane en Serie B, y inscrivant un but dès ses débuts avant d'être bloqué par une blessure. Il part la saison suivante à Lucchese en Serie C, puis en 1959-60, il part pour Pordenone, où l'entraîneur Giovanni Varglien eut même l'intention de le placer en défense. Après une saison convaincante, Caroli retourne chez les bianconero.
En 1960-61, il fait partie de l'effectif de la Juventus remportant le scudetto, premier trophée de Caroli, qui s'illustra notamment avec une passe décisive pour Omar Sívori durant le derby della Mole (il encaisse une prime par la société bianconera pour ce succès en championnat de 500 000 lires). L'année suivante, il refuse un renouvellement de contrat, désirant un plus gros salaire, et finit donc écarté de l'effectif durant quelques mois. Réintégré, il revient à temps pour disputer sa seule et unique compétition internationale, jouant un match de Coupe des Champions contre le Panathinaikos, mais, après une saison délicate, il quitte ensuite définitivement le club turinois, Après une dernière saison avec le club de Lecco en Serie B, Caroli décide de se retirer du monde du football.

« Je laisse la place de ce sport après avoir respiré pour la fois énième l'atmosphère bianconera, pleine du parfum parfumé du succès qui est le fruit de la philosophie du club et que, avec le style, est le signe que la Signora ne s'enlève jamais. »

— Angelo Caroli

### Après sa retraite
Après avoir raccroché les crampons, Caroli se marie puis reçoit un poste à l'ISEF (Istituto Superiore di Educazione Fisica) de Turin, tout cela avant de commencer une carrière de journaliste.
À partir de 1968, il devient chroniqueur pour Tuttosport, envoyé pour couvrir le mondial 1974 en RFA.
En 1976, il part travailler pour la Stampa Sera, avec qui il couvre les principaux événements sportifs des années 1980, sauf le mondial 1982 remporté par l'Italie (à cause de problèmes de santé).
Il fut notamment envoyé pour couvrir les coupes du monde de 1978 en Argentine et de 1986 au Mexique, l'EURO de 1988, les finales de C1 de 1983 à Athènes et de 1985 au Heysel (où 32 supporters de la Juve trouvèrent la mort), ainsi que la finale de la Coupe intercontinentale 1985.
En 2006, durant le scandale du Calciopoli, il écrivit une lettre à son ex-journal Tuttosport en demandant à l'organe de presse de défendre le club bianconero et de ne jamais l'abandonner.

## Palmarès
Juventus
- Championnat d'Italie (1) :
  - Champion : 1960-61.

## Ouvrages
Parallèlement à son activité journalistique, Caroli a aussi commencé à écrire plusieurs œuvres littéraires:
- Ho conosciuto la Signora, Graphot, 1987
- La quinta stagione, Turin, Graphot, 1988
- Il mare dei pianeti, Turin, Graphot, 1990
- Ho conosciuto la Signora, Turin, Graphot, 1990
- Il marchio, Piazza D., 1991
- Brahms opera 77. Doppia morte in agguato, Piazza D., 1995
- Evaso all'orizzonte, Genesi, 1995
- Fischia il Trap. Vittorie e tormenti di un re della panchina, Limina, 1996
- Il grido, Limina, 1998
- Scacco matto sotto la Mole, Fogola, 1999
- Da Coppi a Pantani. Bici: grandi imprese, Turin, Graphot, 1999
- Rien ne va plus. Veleni al casinò, Fogola, 2000
- La donna nel pallone, Turin, Graphot, 2000
- Misteri del Po. Ho ucciso io Rebecca, Fogola, 2002
- Delitti alla Sacra di San Michele, Fogola, 2003
- Prigioniera del buio. Il giustiziere della collina, Fogola, 2004
- Il volo della farfalla dalle piume azzurre. Il killer della Sindone, Fogola, 2005
- Le voci dell'amore, Pintore, 2005
- Il fuoco e la vendetta (avec Giorgio Diaferio), Pintore, 2006
- Questioni di cuore (avec Patrizia Durante), Pintore, 2007
- I baci del diavolo (avec Patrizia Durante), Pintore, 2007
- L'urlo di Halloween, Fogola, 2009
- I graffi della felicità, Genesi, 2011